# Лиф Ривер (Илиноис)
Лиф Ривер (енгл. Leaf River) град је у америчкој савезној држави Илиноис.

## Демографија
По попису из 2010. године број становника је 443, што је 112 (-20,2%) становника мање него 2000. године.
| Група             | 2000.       | 2010.       |
| Белци             | 541 (97,5%) | 431 (97,3%) |
| Афроамериканци    | 9 (1,6%)    | 1 (0,2%)    |
| Азијати           | 0 (0,0%)    | 0 (0,0%)    |
| Хиспаноамериканци | 4 (0,7%)    | 7 (1,6%)    |
| Укупно            | 555         | 443         |